# Ganelius oberndorferi
Ganelius oberndorferi – gatunek chrząszcza z rodziny jelonkowatych i plemienia Nigidiini.

## Występowanie
Gatunek ten jest endemitem Madagaskaru.